# Juan Insaurralde
Juan Manuel Insaurralde (Resistencia, 3 ottobre 1984) è un calciatore argentino, difensore del Sarmiento (J).

## Palmarès

### Club

#### Competizioni nazionali
- Campionato argentino: 1

Boca Juniors: Apertura 2011
- Copa Chile: 1

Colo-Colo: 2019